# Campionati del mondo di triathlon del 2016 - Edmonton
L'ottava gara della serie dei Campionati mondiali di triathlon del 2016 si è tenuta ad Edmonton, Canada in data 3-4 settembre 2016.

## Risultati

### Élite uomini
| Pos. | Pos.                    | Paese         | Nuoto    | Bici     | Corsa    | Totale   |
| ---- | ----------------------- | ------------- | -------- | -------- | -------- | -------- |
|      | Jonathan Brownlee       | Regno Unito   | 00:08:26 | 00:27:00 | 00:14:47 | 00:51:39 |
|      | Mario Mola              | Spagna        | 00:09:04 | 00:26:32 | 00:14:50 | 00:51:56 |
|      | Richard Murray          | Sudafrica     | 00:08:42 | 00:26:50 | 00:14:57 | 00:52:01 |
| 4    | Grant Sheldon           | Regno Unito   | 00:08:45 | 00:26:43 | 00:15:05 | 00:52:09 |
| 5    | Thomas Bishop           | Regno Unito   | 00:08:38 | 00:26:49 | 00:15:00 | 00:52:10 |
| 6    | Steffen Justus          | Germania      | 00:08:45 | 00:26:44 | 00:15:13 | 00:52:15 |
| 7    | Adam Bowden             | Regno Unito   | 00:08:47 | 00:26:47 | 00:15:14 | 00:52:19 |
| 8    | Jonathan Zipf           | Germania      | 00:08:44 | 00:26:44 | 00:15:17 | 00:52:22 |
| 9    | Shachar Sagiv           | Israele       | 00:08:46 | 00:26:45 | 00:15:22 | 00:52:23 |
| 10   | Joao Pereira            | Portogallo    | 00:08:44 | 00:26:48 | 00:15:26 | 00:52:28 |
| 11   | Matthew Sharpe          | Canada        | 00:08:30 | 00:27:01 | 00:15:26 | 00:52:31 |
| 12   | Pierre Le Corre         | Francia       | 00:09:01 | 00:26:28 | 00:15:31 | 00:52:35 |
| 13   | Gábor Faldum            | Ungheria      | 00:08:56 | 00:26:30 | 00:15:36 | 00:52:35 |
| 14   | Russell White           | Irlanda       | 00:08:40 | 00:26:48 | 00:15:38 | 00:52:35 |
| 15   | Sam Ward                | Nuova Zelanda | 00:09:02 | 00:26:24 | 00:15:34 | 00:52:36 |
| 16   | Lasse Lührs             | Germania      | 00:09:00 | 00:26:31 | 00:15:34 | 00:52:39 |
| 17   | Irving Perez            | Messico       | 00:08:45 | 00:26:47 | 00:15:34 | 00:52:39 |
| 18   | Kevin Mcdowell          | Stati Uniti   | 00:08:58 | 00:26:30 | 00:15:30 | 00:52:39 |
| 19   | Xavier Grenier-Talavera | Canada        | 00:08:44 | 00:26:46 | 00:15:38 | 00:52:41 |
| 20   | Crisanto Grajales       | Messico       | 00:09:00 | 00:26:32 | 00:15:24 | 00:52:43 |
| 21   | Dan Wilson              | Australia     | 00:08:41 | 00:26:47 | 00:15:34 | 00:52:44 |
| 22   | Vicente Hernandez       | Spagna        | 00:08:46 | 00:26:45 | 00:15:24 | 00:52:45 |
| 23   | Lukas Pertl             | Austria       | 00:08:48 | 00:26:42 | 00:15:45 | 00:52:46 |
| 24   | Eric Lagerstrom         | Stati Uniti   | 00:08:44 | 00:26:45 | 00:15:38 | 00:52:48 |
| 25   | Pedro Palma             | Portogallo    | 00:08:51 | 00:26:29 | 00:15:31 | 00:52:48 |
| 26   | Ryan Sissons            | Nuova Zelanda | 00:08:56 | 00:26:32 | 00:15:39 | 00:52:48 |
| 27   | Richard Varga           | Slovacchia    | 00:08:17 | 00:27:05 | 00:15:55 | 00:52:49 |
| 28   | Aaron Royle             | Australia     | 00:08:27 | 00:26:59 | 00:15:56 | 00:52:53 |
| 29   | Jonas Schomburg         | Germania      | 00:08:40 | 00:26:46 | 00:15:55 | 00:52:53 |
| 30   | João Silva              | Portogallo    | 00:09:06 | 00:26:23 | 00:15:47 | 00:52:54 |
| 31   | Adrien Briffod          | Svizzera      | 00:09:02 | 00:26:28 | 00:15:59 | 00:53:06 |
| 32   | Stefan Zachaeus         | Lussemburgo   | 00:08:42 | 00:26:50 | 00:16:12 | 00:53:13 |
| 33   | Matthew Roberts         | Australia     | 00:08:36 | 00:26:46 | 00:16:32 | 00:53:35 |
| 34   | Ákos Vanek              | Ungheria      | 00:08:41 | 00:26:47 | 00:16:37 | 00:53:40 |
| 35   | Rodrigo Gonzalez        | Messico       | 00:09:05 | 00:26:28 | 00:16:35 | 00:53:42 |
| 36   | Alexis Lepage           | Canada        | 00:08:45 | 00:26:45 | 00:16:35 | 00:53:42 |
| 37   | Yuichi Hosoda           | Giappone      | 00:08:59 | 00:26:25 | 00:16:46 | 00:53:52 |
| 38   | Franz Loeschke          | Germania      | 00:09:18 | 00:27:28 | 00:15:56 | 00:54:15 |
| 39   | Jorik Van Egdom         | Paesi Bassi   | 00:09:11 | 00:27:31 | 00:16:09 | 00:54:31 |
| 40   | Miguel Arraiolos        | Portogallo    | 00:08:58 | 00:26:31 | 00:17:49 | 00:54:57 |
| 41   | Simon De Cuyper         | Belgio        | 00:09:15 | 00:27:30 | 00:16:49 | 00:55:11 |
| 42   | Rodolphe Von Berg       | Stati Uniti   | 00:09:17 | 00:27:29 | 00:16:51 | 00:55:14 |
| 43   | Luke Willian            | Australia     | 00:08:47 | 00:26:40 | 00:18:51 | 00:56:34 |
| 44   | Ayan Beisenbayev        | Kazakistan    | 00:09:19 | 00:30:28 | 00:16:19 | 00:58:01 |
| 45   | László Tarnai           | Ungheria      | 00:09:23 | 00:30:38 | 00:16:55 | 00:58:31 |
| 46   | Temirlan Temirov        | Kazakistan    | 00:09:21 | 00:30:23 | 00:18:06 | 00:59:42 |

### Élite donne
| Pos. | Pos.                          | Paese         | Nuoto    | Bici     | Corsa    | Totale   |
| ---- | ----------------------------- | ------------- | -------- | -------- | -------- | -------- |
|      | Summer Cook                   | Stati Uniti   | 00:09:04 | 00:29:13 | 00:16:38 | 00:56:49 |
|      | Sarah True                    | Stati Uniti   | 00:09:10 | 00:29:04 | 00:17:01 | 00:56:52 |
|      | Katie Zaferes                 | Stati Uniti   | 00:09:07 | 00:28:59 | 00:17:01 | 00:56:56 |
| 4    | Flora Duffy                   | Bermuda       | 00:09:01 | 00:29:03 | 00:17:17 | 00:57:10 |
| 5    | Vicky Holland                 | Regno Unito   | 00:09:40 | 00:28:56 | 00:16:50 | 00:57:15 |
| 6    | Kirsten Kasper                | Stati Uniti   | 00:09:05 | 00:29:02 | 00:17:32 | 00:57:19 |
| 7    | Non Stanford                  | Regno Unito   | 00:09:48 | 00:28:52 | 00:16:56 | 00:57:30 |
| 8    | Emma Jackson                  | Australia     | 00:09:40 | 00:29:00 | 00:17:09 | 00:57:36 |
| 9    | Gillian Sanders               | Sudafrica     | 00:09:39 | 00:28:52 | 00:17:13 | 00:57:37 |
| 10   | Jolanda Annen                 | Svizzera      | 00:09:44 | 00:28:58 | 00:17:20 | 00:57:41 |
| 11   | Taylor Spivey                 | Stati Uniti   | 00:09:09 | 00:28:59 | 00:17:54 | 00:57:45 |
| 12   | Carolina Routier              | Spagna        | 00:09:09 | 00:29:02 | 00:18:00 | 00:57:50 |
| 13   | Rebecca Spence                | Nuova Zelanda | 00:09:49 | 00:28:53 | 00:17:27 | 00:57:51 |
| 14   | Lindsey Jerdonek              | Stati Uniti   | 00:09:40 | 00:28:56 | 00:17:33 | 00:57:57 |
| 15   | Nicky Samuels                 | Nuova Zelanda | 00:09:31 | 00:29:07 | 00:17:20 | 00:57:57 |
| 16   | Melanie Santos                | Portogallo    | 00:09:24 | 00:29:14 | 00:17:39 | 00:58:05 |
| 17   | Joanna Brown                  | Canada        | 00:09:40 | 00:28:58 | 00:17:40 | 00:58:08 |
| 18   | Mari Rabie                    | Sudafrica     | 00:09:07 | 00:29:00 | 00:18:25 | 00:58:14 |
| 19   | Rachel Klamer                 | Paesi Bassi   | 00:09:32 | 00:28:58 | 00:17:51 | 00:58:16 |
| 20   | Sara Vilic                    | Austria       | 00:09:23 | 00:29:15 | 00:17:57 | 00:58:25 |
| 21   | Gillian Backhouse             | Australia     | 00:09:11 | 00:29:25 | 00:18:08 | 00:58:28 |
| 22   | Hanna Philippin               | Germania      | 00:09:42 | 00:29:00 | 00:18:06 | 00:58:30 |
| 23   | Andrea Hewitt                 | Nuova Zelanda | 00:09:37 | 00:29:05 | 00:18:09 | 00:58:32 |
| 24   | Jessica Learmonth             | Regno Unito   | 00:09:00 | 00:29:30 | 00:18:04 | 00:58:34 |
| 25   | Erin Storie                   | Stati Uniti   | 00:09:34 | 00:29:01 | 00:18:13 | 00:58:39 |
| 26   | Simone Ackermann              | Nuova Zelanda | 00:09:33 | 00:29:06 | 00:18:11 | 00:58:46 |
| 27   | Anja Knapp                    | Germania      | 00:09:26 | 00:29:13 | 00:18:27 | 00:58:50 |
| 28   | Nicole Van Der Kaay           | Nuova Zelanda | 00:09:45 | 00:29:01 | 00:18:24 | 00:58:53 |
| 29   | Renee Tomlin                  | Stati Uniti   | 00:09:37 | 00:29:07 | 00:18:15 | 00:58:54 |
| 30   | Jessica Broderick             | Stati Uniti   | 00:09:32 | 00:28:55 | 00:18:26 | 00:59:00 |
| 31   | Lisa Nordén                   | Svezia        | 00:09:40 | 00:28:54 | 00:18:17 | 00:59:18 |
| 32   | Paula Findlay                 | Canada        | 00:09:31 | 00:29:08 | 00:18:55 | 00:59:23 |
| 33   | Claudia Rivas                 | Messico       | 00:09:20 | 00:29:07 | 00:18:55 | 00:59:33 |
| 34   | Emy Legault                   | Canada        | 00:09:44 | 00:28:57 | 00:20:15 | 01:00:43 |
| 35   | Dominika Jamnicky             | Canada        | 00:09:55 | 00:31:27 | 00:18:38 | 01:01:40 |
| 36   | Yuko Takahashi                | Giappone      | 00:09:50 | 00:31:42 | 00:18:30 | 01:01:50 |
| 37   | Cecilia Gabriela Perez Flores | Messico       | 00:09:48 | 00:31:39 | 00:18:22 | 01:01:54 |
| 38   | Jaz Hedgeland                 | Australia     | 00:09:50 | 00:31:53 | 00:18:54 | 01:02:21 |
| 39   | Megan Foley                   | Stati Uniti   | 00:09:51 | 00:31:29 | 00:19:31 | 01:02:37 |
| 40   | Sarah Alexander               | Stati Uniti   | 00:09:50 | 00:31:43 | 00:19:19 | 01:02:48 |